# Konrad von Velen
Konrad von Velen (* um 1300; † nach 1393) war gewählter Dompropst im Domkapitel Münster und Archidiakon in Bocholt.

## Leben
Konrad von Velen wurde als Sohn des Simon von Velen und seiner Frau Kunigunde geboren. Im Jahre 1367 schloss sein Großvater Hermann von Velen mit ihm und seinem Bruder Hermann einen Vertrag mit dem Inhalt, dass beiden die obere Burg in Velen zugestanden wurde und die andere Vertragspartei und deren Nachkommen die untere Burg erhielten.
Als Domherr zu Münster wurde Konrad von Velen erstmals am 13. August 1376 urkundlich erwähnt. Er war zugleich Archidiakon in Lünen. Als Heidenreich Wolf von Lüdinghausen für das Amt des Münsteraner Bischofs vorgesehen war, bestimmte Papst Urban VI. ihn als Nachfolger im Amt des Dompropstes. Diese Amtshandlung wurde jedoch nicht wirksam, weil Konrad an seinem Amt und dem Pfarrbezirk Bocholt festhielt. So blieb er weiterhin bis zum Jahre 1393 Domherr in Münster.